# Phytobia setosa
Phytobia setosa är en tvåvingeart som först beskrevs av Friedrich Hermann Loew 1869.  Phytobia setosa ingår i släktet Phytobia och familjen minerarflugor. Inga underarter finns listade i Catalogue of Life.